# Kotek z ulicy Liziukowa
Kotek z ulicy Liziukowa (ros. Котёнок с улицы Лизюкова) – radziecki krótkometrażowy film animowany z 1988 roku w reżyserii Wiaczesława Kotionoczkina. Scenariusz napisał Witalij Złotnikow.
5 grudnia 2003 roku w Woroneżu postawiono Pomnik Kotka z ulicy Liziukowa.

## Obsada (głosy)
- Margarita Korabielnikowa
- Olga Arosiewa
- Władimir Soszalski
- Wiaczesław Niewinny